# Sommer-Paralympics 2024/Teilnehmer (Ägypten)
| stlisierte Goldmedaille | stlisierte Silbermedaille | stlisierte Bronzemedaille |
| ----------------------- | ------------------------- | ------------------------- |
| 2                       | 2                         | 3                         |

Ägypten nahm an den Paralympischen Spielen Paris 2024 vom 28. August bis zum 8. September 2024 mit 17 Athletinnen und 37 Athleten, die in 10 Disziplinen antraten, teil. Es war die vierzehnte Teilnahme Ägyptens bei Paralympischen Sommerspielen. Fahnenträger bei der Eröffnungsfeier waren die Powerlifterin Rehab Ahmed und der Ruderer Ali Elzieny.

## Medaillen

### Medaillenspiegel
| Rang | Sportart       | Gold | Silber | Bronze | Gesamt |
| ---- | -------------- | ---- | ------ | ------ | ------ |
| 1    | Powerlifting   | 2    | 2      | 2      | 6      |
| 2    | Sitzvolleyball | –    | –      | 1      | 1      |

### Medaillengewinner
| Name/n                                                 | Sportart       | Wettkampf          |
| ------------------------------------------------------ | -------------- | ------------------ |
| Gold                                                   |                |                    |
| Mohamed Elmenyawy                                      | Powerlifting   | Klasse bis 59 kg   |
| Rehab Ahmed                                            | Powerlifting   | Klasse bis 55 kg   |
| Silber                                                 |                |                    |
| Mohamed Elelfat                                        | Powerlifting   | Klasse bis 88 kg   |
| Fatma Elyan                                            | Powerlifting   | Klasse bis 67 kg   |
| Bronze                                                 |                |                    |
| Safaa Hassan                                           | Powerlifting   | Klasse bis 79 kg   |
| Nadia Ali                                              | Powerlifting   | Klasse über 86 kg  |
| Ägyptische Sitzvolleyballnationalmannschaft der Herren | Sitzvolleyball | Turnier der Herren |

## Teilnehmer nach Sportart

### Boccia
| Frauen                    |            |              |      |   |   |               |               |               |               |               |               |    |
| Hanaa Elfar               | Einzel BC4 | A. Levine    | 3:4  | 1 | 3 | ausgeschieden | ausgeschieden | ausgeschieden | ausgeschieden | ausgeschieden | ausgeschieden | 12 |
| Hanaa Elfar               | Einzel BC4 | N. Konenko   | 8:1  | 1 | 3 | ausgeschieden | ausgeschieden | ausgeschieden | ausgeschieden | ausgeschieden | ausgeschieden | 12 |
| Hanaa Elfar               | Einzel BC4 | N. Mat Salim | 3:11 | 1 | 3 | ausgeschieden | ausgeschieden | ausgeschieden | ausgeschieden | ausgeschieden | ausgeschieden | 12 |
| Männer                    |            |              |      |   |   |               |               |               |               |               |               |    |
| Mahmoud Allam             | Einzel BC4 | P. Larpyen   | 0:11 | 0 | 4 | ausgeschieden | ausgeschieden | ausgeschieden | ausgeschieden | ausgeschieden | ausgeschieden | 14 |
| Mahmoud Allam             | Einzel BC4 | E. Grisales  | 5:9  | 0 | 4 | ausgeschieden | ausgeschieden | ausgeschieden | ausgeschieden | ausgeschieden | ausgeschieden | 14 |
| Mahmoud Allam             | Einzel BC4 | B. Nicolai   | 2:6  | 0 | 4 | ausgeschieden | ausgeschieden | ausgeschieden | ausgeschieden | ausgeschieden | ausgeschieden | 14 |
| Mixed                     |            |              |      |   |   |               |               |               |               |               |               |    |
| Hanaa Elfar Mahmoud Allam | Mixed BC4  | Hongkong     | 1:8  | 1 | 2 | Thailand      | 0:11          | ausgeschieden | ausgeschieden | ausgeschieden | ausgeschieden | 8  |
| Hanaa Elfar Mahmoud Allam | Mixed BC4  | Brasilien    | 2*:2 | 1 | 2 | Thailand      | 0:11          | ausgeschieden | ausgeschieden | ausgeschieden | ausgeschieden | 8  |

### Goalball
|                  | Herren                                                                               |
| ---------------- | ------------------------------------------------------------------------------------ |
| Athleten         | Ahmed Abdelrazek Sayed Awwad Ahmed Elsayed Mohamed Ismaeil Omar Mohamed Moaaz Yousef |
| Gruppenphase     | Ukraine 3:6 China 4:7 Japan 1:11                                                     |
| Viertelfinale    | Brasilien 0:10                                                                       |
| Spiel um Platz 7 | Frankreich 4:6                                                                       |
| Platz            | 8                                                                                    |

### Kanu
| Athleten    | Wettbewerb | Vorlauf     | Vorlauf | Halbfinale  | Halbfinale | A-/B-Finale | A-/B-Finale | Rang |
| Athleten    | Wettbewerb | Zeit        | Rang    | Zeit        | Rang       | Zeit        | Rang        | Rang |
| ----------- | ---------- | ----------- | ------- | ----------- | ---------- | ----------- | ----------- | ---- |
| Frauen      |            |             |         |             |            |             |             |      |
| Salwa Ahmed | KL2 200 m  | 1:07,90 min | 6       | 1:07,12 min | 5          | 1:02,32 min | 1           | 9    |

### Leichtathletik
| Athleten                        | Wettbewerb     | Vorlauf/Vorkampf | Vorlauf/Vorkampf | Finale        | Finale        | Rang |
| Athleten                        | Wettbewerb     | Zeit/Weite       | Rang             | Zeit/Weite    | Rang          | Rang |
| ------------------------------- | -------------- | ---------------- | ---------------- | ------------- | ------------- | ---- |
| Männer                          |                |                  |                  |               |               |      |
| Karim Ramadan                   | 100m T44       | —                | —                | 11,96 s       | 7             | 7    |
| Karim Ramadan                   | 200m T64       | 24,48 s          | 5                | ausgeschieden | ausgeschieden | 12   |
| Abdulrhman Yusuf Shabib Mahmoud | Weitsprung T47 | —                | —                | 6,25 m        | 6             | 6    |

### Powerlifting
| Frauen                       |                    |        |        |        |        |
| Enas Elgebaly Abdelaal Aggag | Klasse bis 41 kg   | 93 kg  | 99 kg  | 99 kg  | 7      |
| Rehab Ahmed                  | Klasse bis 55 kg   | 117 kg | 121 kg | 122 kg | Gold   |
| Nadia Ali                    | Klasse über 86 kg  | 141 kg | 145 kg | 154 kg | Bronze |
| Fatma Elyan                  | Klasse bis 67 kg   | 130 kg | 134 kg | 139 kg | Silber |
| Safaa Hassan                 | Klasse bis 79 kg   | 134 kg | 139 kg | 146 kg | Bronze |
| Randa Mahmoud                | Klasse bis 86 kg   | 128 kg | 133 kg | 140 kg | 4      |
| Männer                       |                    |        |        |        |        |
| Hany Abdelhady               | Klasse bis 97 kg   | 205 kg | 212 kg | 220 kg | 6      |
| Taha Abdelmajid              | Klasse bis 54 kg   | 165 kg | 167 kg | 171 kg | 6      |
| Mahmoud Attia                | Klasse bis 72 kg   | 188 kg | 193 kg | 195 kg | 6      |
| Mohamed Elelfat              | Klasse bis 88 kg   | 220 kg | 224 kg | 230 kg | Silber |
| Mohamed Elmenyawy            | Klasse bis 59 kg   | 194 kg | 198 kg | 201 kg | Gold   |
| Amr Mosaad                   | Klasse über 107 kg | 227 kg | 235 kg | 237 kg | 6      |
| Sherif Osman                 | Klasse bis 65 kg   | 193 kg | 198 kg | 200 kg | 7      |

fett: Gewerteter Versuch

### Rudern
| Athleten                   | Wettbewerb       | Vorlauf     | Vorlauf | Hoffnungslauf | Hoffnungslauf | Finale      | Finale | Rang |
| Athleten                   | Wettbewerb       | Zeit (min)  | Rang    | Zeit (min)    | Rang          | Zeit (min)  | Rang   | Rang |
| -------------------------- | ---------------- | ----------- | ------- | ------------- | ------------- | ----------- | ------ | ---- |
| Mixed                      |                  |             |         |               |               |             |        |      |
| Marwa Abdelaal Ali Elzieny | PR3 Doppelzweier | 8:41,23 min | 5       | 8:40,09 min   | 4             | 8:47,99 min | 4      | 10   |

### Schwimmen
| Athleten          | Wettbewerb       | Vorlauf     | Vorlauf | Finale        | Finale        | Rang |
| Athleten          | Wettbewerb       | Zeit        | Rang    | Zeit          | Rang          | Rang |
| ----------------- | ---------------- | ----------- | ------- | ------------- | ------------- | ---- |
| Frauen            |                  |             |         |               |               |      |
| Malak Abdelshafi  | 100m Brust SB4   | 2:19,51 min | 10      | ausgeschieden | ausgeschieden | 10   |
| Malak Abdelshafi  | 200m Lagen SM5   | DSQ         | DSQ     | ausgeschieden | ausgeschieden | DSQ  |
| Männer            |                  |             |         |               |               |      |
| Zeiad Tarek Hasby | 50m Freistil S10 | 24,75 s     | 7       | 27,89 s       | 8             | 8    |
| Zeyad Kahil       | 200m Freistil S5 | 2:52,12 min | 8       | 2:52,64 min   | 8             | 8    |
| Zeyad Kahil       | 100m Brust SB4   | 1:53,50 min | 7       | 1:53,21 min   | 7             | 7    |

### Sitzvolleyball
| Wettbewerb       | Männer |
| ---------------- | --- |
| Athleten         | Ashraf Zaghloul Abdelaziz Abdalla Zakareia Abdo Metawa Abouelkhir Mohamed Abouelyazeid Abdelnaby Hassan Ahmed Abdellatif Hesham Elshwikh Mohamed Hamdy Elsoudany Ahmed Mohamed Fadl Ahmed Mohamed Soliman Khamis Hossam Massoud Elsayed Moussa Saad Moussa Ahmed Zikry |
| Gruppenphase     | Bosnien und Herzegowina 1:3 (28:26, 19:25, 23:25, 23:25) Frankreich 3:0 (25:11, 25:3, 25:12) Kasachstan 3:1 (25:21, 25:23, 16:25, 25:18) |
| Halbfinale       | Iran 1:3 (14:25, 15:25, 25:20, 8:25) |
| Spiel um Platz 3 | Deutschland 3:2 (25:22, 23:25, 25:23, 23:25, 15:10) |
| Rang             | Bronze |

### Taekwondo
| Athlet                           | Wettbewerb    | Achtelfinale | Achtelfinale | Viertelfinale | Viertelfinale | Halbfinale    | Halbfinale    | Hoffnungsrunde | Hoffnungsrunde | Kampf um Gold/Bronze | Kampf um Gold/Bronze | Rang |
| Athlet                           | Wettbewerb    | Gegner       | Ergebnis     | Gegner        | Ergebnis      | Gegner        | Ergebnis      | Gegner         | Ergebnis       | Gegner               | Ergebnis             | Rang |
| -------------------------------- | ------------- | ------------ | ------------ | ------------- | ------------- | ------------- | ------------- | -------------- | -------------- | -------------------- | -------------------- | ---- |
| Frauen                           |               |              |              |               |               |               |               |                |                |                      |                      |      |
| Salma Ali Abd Al Moneem Hassan   | bis 52 kg K44 | N. Obonyo    | 12:3         | S. Ulambayar  | 5:7           | ausgeschieden | ausgeschieden | M.Krassavtseva | 8:1            | A. Japaridze         | 2:2S                 | 5    |
| Männer                           |               |              |              |               |               |               |               |                |                |                      |                      |      |
| Abdel Rahman Mahmoud Abdel Razek | bis 70 kg K44 | G. Nikoladze | 16:18        | ausgeschieden | ausgeschieden | ausgeschieden | ausgeschieden | ausgeschieden  | ausgeschieden  | ausgeschieden        | ausgeschieden        | 9    |

### Tischtennis
| Athleten                      | Wettbewerb   | 1. Runde                 | 1. Runde | Achtelfinale                    | Achtelfinale  | Viertelfinale                | Viertelfinale | Halbfinale    | Halbfinale    | Finale        | Finale        | Rang |
| Athleten                      | Wettbewerb   | Gegner                   | Erg.     | Gegner                          | Erg.          | Gegner                       | Erg.          | Gegner        | Erg.          | Gegner        | Erg.          | Rang |
| ----------------------------- | ------------ | ------------------------ | -------- | ------------------------------- | ------------- | ---------------------------- | ------------- | ------------- | ------------- | ------------- | ------------- | ---- |
| Frauen                        |              |                          |          |                                 |               |                              |               |               |               |               |               |      |
| Samah Abdelaziz               | Einzel WS7   | —                        | —        | Kim S.                          | 0:3           | ausgeschieden                | ausgeschieden | ausgeschieden | ausgeschieden | ausgeschieden | ausgeschieden | 9    |
| Mona Abdelhak                 | Einzel WS4   | —                        | —        | Gu X.                           | 1:3           | ausgeschieden                | ausgeschieden | ausgeschieden | ausgeschieden | ausgeschieden | ausgeschieden | 9    |
| Hagar Elsayed                 | Einzel WS8   | —                        | —        | Z. Arloy                        | 0:3           | ausgeschieden                | ausgeschieden | ausgeschieden | ausgeschieden | ausgeschieden | ausgeschieden | 9    |
| Fawzia Elshamy                | Einzel WS3   | —                        | —        | Lee M.                          | 0:3           | ausgeschieden                | ausgeschieden | ausgeschieden | ausgeschieden | ausgeschieden | ausgeschieden | 9    |
| Hanaa Hammad                  | Einzel WS6   | —                        | —        | M. Caillaud                     | 0:3           | ausgeschieden                | ausgeschieden | ausgeschieden | ausgeschieden | ausgeschieden | ausgeschieden | 9    |
| Ola Soliman                   | Einzel WS1-2 | —                        | —        | J. Spegel                       | 0:3           | ausgeschieden                | ausgeschieden | ausgeschieden | ausgeschieden | ausgeschieden | ausgeschieden | 9    |
| Hagar Elsayed Hanaa Hammad    | Doppel WD14  | —                        | —        | —                               | —             | A. Husic Dahlen / M. Tveiten | 0:3           | ausgeschieden | ausgeschieden | ausgeschieden | ausgeschieden | 5    |
| Fawzia Elshamy Ola Soliman    | Doppel WD5   | —                        | —        | —                               | —             | C. Oliveira / J. Oliveira    | 0:3           | ausgeschieden | ausgeschieden | ausgeschieden | ausgeschieden | 5    |
| Männer                        |              |                          |          |                                 |               |                              |               |               |               |               |               |      |
| Abdelrahman Abdalla           | Einzel MS11  | —                        | —        | T. Gomes                        | 0:3           | ausgeschieden                | ausgeschieden | ausgeschieden | ausgeschieden | ausgeschieden | ausgeschieden | 9    |
| Ahmed Elmahsy                 | Einzel MS2   | —                        | —        | P. Lovas                        | 2:3           | ausgeschieden                | ausgeschieden | ausgeschieden | ausgeschieden | ausgeschieden | ausgeschieden | 9    |
| Khaled Ramadan                | Einzel MS3   | M. Nalepka               | 1:3      | ausgeschieden                   | ausgeschieden | ausgeschieden                | ausgeschieden | ausgeschieden | ausgeschieden | ausgeschieden | ausgeschieden | 17   |
| Eslam Raslan                  | Einzel MS1   | —                        | —        | Y. Fernandez                    | 0:3           | ausgeschieden                | ausgeschieden | ausgeschieden | ausgeschieden | ausgeschieden | ausgeschieden | 9    |
| Sayed Youssef                 | Einzel MS7   | —                        | —        | I. Stroh                        | 3:0           | Yan S.                       | 0:3           | ausgeschieden | ausgeschieden | ausgeschieden | ausgeschieden | 5    |
| Khaled Ramadan Eslam Raslan   | Doppel MD4   | —                        | —        | Rafal Czuper / Tomasz Jakimczuk | 0:3           | ausgeschieden                | ausgeschieden | ausgeschieden | ausgeschieden | ausgeschieden | ausgeschieden | 9    |
| Mixed                         |              |                          |          |                                 |               |                              |               |               |               |               |               |      |
| Khaled Ramadan Fawzia Elshamy | Doppel XD7   | B. Travnicek / A. Kanova | 0:3      | ausgeschieden                   | ausgeschieden | ausgeschieden                | ausgeschieden | ausgeschieden | ausgeschieden | ausgeschieden | ausgeschieden | 17   |
| Sayed Youssef Hanaa Hammad    | Doppel XD17  | M. Boheas / M. Caillaud  | 0:3      | ausgeschieden                   | ausgeschieden | ausgeschieden                | ausgeschieden | ausgeschieden | ausgeschieden | ausgeschieden | ausgeschieden | 17   |